# Миралиоглу, Мирмахмуд
Мирмахмуд Миралиоглу (азерб. Mirmahmud Mirəli oğlu Fəttayev, 1 сентября 1956, село Телавар, Ярдымлинский район, Азербайджанская ССР) — депутат Милли Меджлиса Азербайджанской Республики II созыва ; Лидер партии Классического народного фронта.

## Биография
Мирмахмуд Мирали оглы Фаттаев родился 1 сентября 1956 года в селе Телавар Ярдымлинского района. В 1964—1974 годах он получил среднее образование, сначала в Телаваре, а затем в школе села Хонуба. Служил в армии в 1974—1976 гг. В 1977 году начал трудовую деятельность в производственном объединении «Органический синтез» в Сумгаите. В 1978—1984 годах учился на историческом факультете Бакинского государственного университета, не покидая производства. Мирмахмуд Ага, до 1987 года работавший в производственном объединении «Органический синтез», начал педагогическую деятельность в том же году и преподавал в вечерней школе № 4. С 1988 по 1992 год преподавал историю в средней школе № 35 имени Вагифа Ибрагима в Сумгаите.

## Политическая карьера
Мирмахмуд Мирали оглу, впервые избранный членом парламента от избирательного округа № 116 Джората в 1990 году, был переизбран членом парламента во второй раз в 1995 году. Будучи избранным членом парламента от избирательного округа Алибайрамлы в третий раз в 2000 году, он вышел из своего парламентского мандата и покинул Милли Меджлис.
В настоящее время он председатель Партии Классического Народного Фронта. В 2011 и 2015 годах был избран председателем партии на съезде партии Классический Народный Фронт Азербайджана.

#### В парламенте
Входил в состав Национального совета Верховного Совета Азербайджанской Республики, созданного 26 ноября 1991 года .